# Romhányi József (orvos)
Romhányi József, születési nevén Reichenbach József (Szár, 1908. március 11. – Budapest, 1976. május 5.) orvos, gyermekgyógyász, egyetemi tanár, Romhányi György orvos testvéröccse.

## Életrajz
Reichenbach György szári körjegyző és az etyeki származású Czimbál Anna gyermekeként született. Családnevét Dezső és József testvéreivel 1935-ben változtatta Romhányira.
A Ciszterci Rend Székesfehérvári Szent István Reálgimnáziumában érettségizett (1926). Tanulmányait a budapesti Pázmány Péter Tudományegyetem Orvostudományi Karán folytatta. Az 1929/1930. tanévet a Berlini Egyetem Orvostudományi Karán töltötte, illetve három hónapon át munkatársa volt Rhoda Erdmann intézetének és a Stoeckel-féle szülészeti klinikának. 1932. október 22-én a Pázmány Péter Tudományegyetemen avatták orvosdoktorrá.
1931 és 1934 között a II. sz. Kórbonctani Intézet díjtalan gyakornoka, 1934 és 1938 között a Gyermekgyógyászati Klinika díjtalan gyakornoka, 1938 és 1946 között fizetéstelen tanársegéde volt.
1938-ban megszerezte a gyermekgyógyászati szakképesítést. 1945 júniusától 1952 októberéig a Csepeli Kórháznál volt gyermekgyógyász-főorvos, majd kinevezték a Pesterzsébeti Gyermekkórház igazgató-főorvosává. 1953-tól újfent az I. sz. Gyermekklinikán dolgozott mint tanársegéd, 1957-től már adjunktusként, 1961-től pedig docensként, végül 1966-tól címzetes egyetemi tanárként oktatott.
Főként hematológiával foglalkozott, de a leukémia területén is jelentős eredményeket ért el. Körülbelül ötven tudományos közleményét publikálta magyar és külföldi szakfolyóiratokban.